# NGC 7019
NGC 7019 este o astronomical radio source⁠(d) situată în constelația Capricornul. A fost descoperită în 1886 de către Francis Leavenworth. Se află la o distanță de 138,68 de megaparseci de Pământ.